# La rivolta (film 1950)
La rivolta (Crisis) è un film del 1950, diretto da Richard Brooks.

## Trama
Il chirurgo Eugene Ferguson viene tenuto in ostaggio da un gruppo di soldati nel pieno di un movimento insurrezionale contro il dittatore Ferrago. L'uomo alla fine riesce a liberarsi, ma viene avvisato che il politico è gravemente affetto da un tumore al cervello ed ha bisogno di un'immediata operazione. Nel frattempo il ribelle Gonzales rapisce la moglie di Ferguson, minacciando di ucciderla se il marito compirà l'operazione.

## Produzione
Il film fu prodotto dalla Metro-Goldwyn-Mayer (MGM) (controlled by Loew's Incorporated).

## Distribuzione
Distribuito dalla Metro-Goldwyn-Mayer (MGM), il film uscì nelle sale cinematografiche USA il 7 luglio dopo essere stato presentato in prima a New York il 3 luglio 1950.